# Víctor Hugo Marchesini
Víctor Hugo Marchesini (Gualeguaychú, Entre Ríos, 3 de noviembre de 1960) es un exfutbolista argentino y actual entrenador. Se desempeñaba en la posición de defensor central y su primer equipo fue Ferro Carril Oeste.

## Trayectoria

### Jugador
Marcador central. Surgido de Ferro Carril Oeste pasó a Boca Juniors. De buen juego aéreo, hizo una gran dupla con Juan Simón en Boca Juniors. Llegó a jugar de volante izquierdo con Carlos Aimar como director técnico. También jugó en The Strongest de Bolivia, y se retiró en Ferro Carril Oeste en 1995.

#### Selección nacional
Integró el combinado argentino que ganó la medalla de oro en los Juegos Suramericanos de 1986, fue subcampeón del Torneo Preolímpico Sudamericano de 1988 y que obtuvo la medalla de bronce en el torneo de fútbol de los Juegos Panamericanos de 1987.

### Entrenador
Como entrenador ha dirigido a Olmedo, Universidad Católica de Ecuador y Macará, todos en Ecuador. Años antes, dirigió al Club Náutico Hacoaj, en Tigre, Argentina.
Como ayudante de campo, trabajo con José Néstor Pekerman y Carlos Aimar en el Club Deportivo Leganés y luego solo con Aimar, en Club Deportivo Tenerife. Trabajó también con su suegro Carlos Timoteo Griguol en Gimnasia y Esgrima de la Plata siendo además, técnico de las inferiores en el mismo club.
En el 2010 asumió como director en el Club Juventud Unida, en Gualeguaychú, Entre Ríos. Fue convocado para ser la mano derecha del director técnico Marcelo Bielsa, quien dirigía a la selección chilena, pero tuvo un serio enfrentamiento y, antes de viajar a Chile para firmar el contrato, fue despedido.
En el 2011 llega finalmente a Chile para dirigir a Unión San Felipe en el Torneo Clausura 2011 y sacarlo de la difícil situación en la tabla de posiciones. Fue despedido luego de no poder lograr el objetivo.
A principios del año 2012 asumió como técnico en las inferiores de Boca Juniors, firmando un contrato por cuatro años, que luego extendería por tres años más. Fue despedido a finales de 2019.

## Clubes

### Como jugador
| Club               | País      | Año       |
| ------------------ | --------- | --------- |
| Ferro Carril Oeste | Argentina | 1981-1989 |
| Boca Juniors       | Argentina | 1989-1992 |
| The Strongest      | Bolivia   | 1993      |
| Ferro Carril Oeste | Argentina | 1993-1995 |

### Como entrenador
| Club                 | País    | Año       |
| -------------------- | ------- | --------- |
| Leganés              | España  | 2004      |
| Olmedo               | Ecuador | 2007      |
| Universidad Católica | Ecuador | 2008      |
| Macará               | Ecuador | 2009-2010 |
| Unión San Felipe     | Chile   | 2011      |

## Palmarés

### Campeonatos nacionales
| Título           | Club               | País      | Año    |
| ---------------- | ------------------ | --------- | ------ |
| Primera División | Ferro Carril Oeste | Argentina | N-1984 |
| Primera División | Boca Juniors       | Argentina | A-1992 |

### Campeonatos internacionales
| Título                 | Club         | Sede final   | Año  |
| ---------------------- | ------------ | ------------ | ---- |
| Supercopa Sudamericana | Boca Juniors | Avellaneda   | 1989 |
| Recopa Sudamericana    | Boca Juniors | Miami        | 1990 |
| Copa Master            | Boca Juniors | Buenos Aires | 1992 |